# Merionoeda seminigra
Merionoeda seminigra là một loài bọ cánh cứng trong họ Cerambycidae.